# Sega Net Link

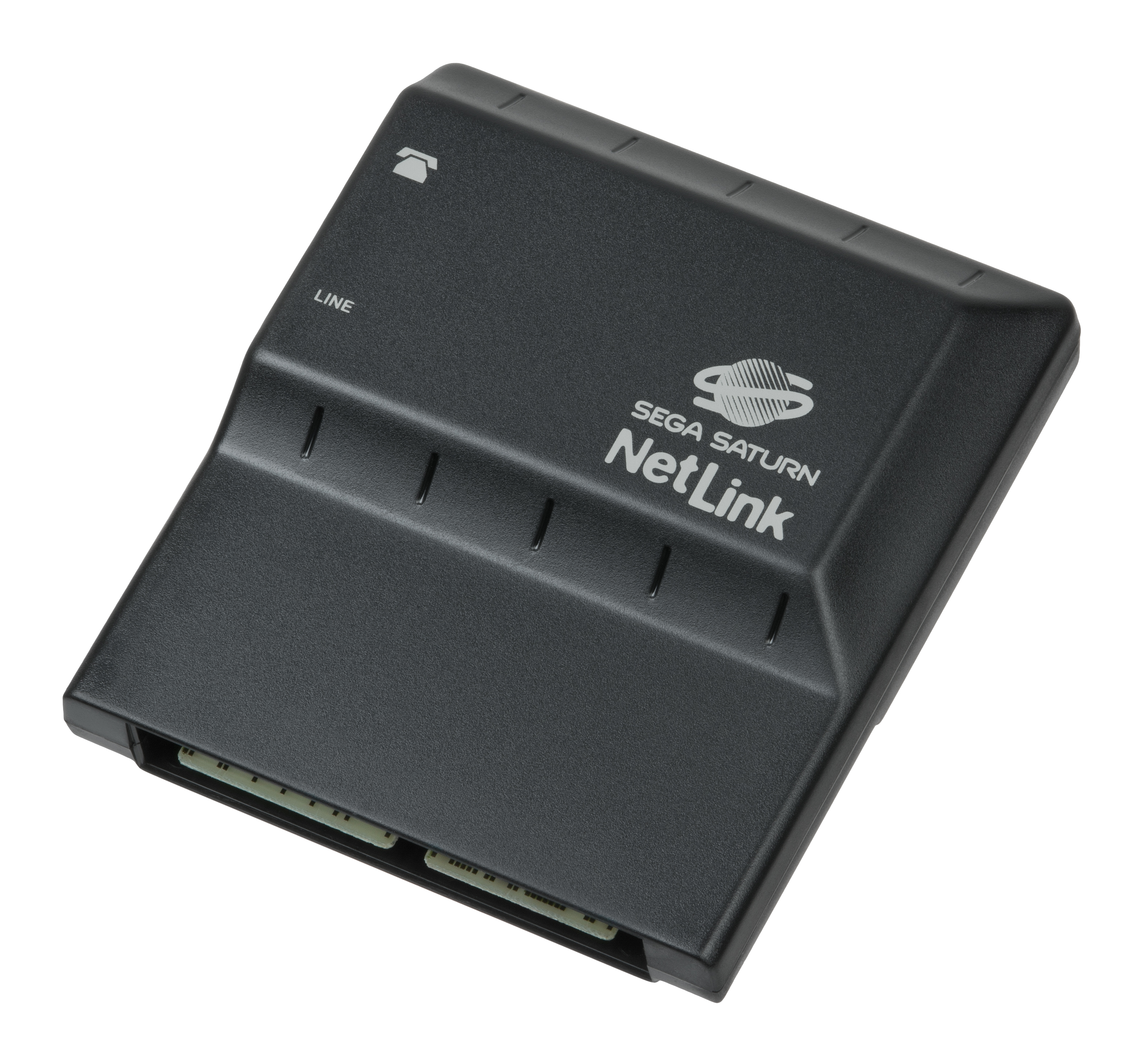
Il Sega Net Link

La Sega Net Link (chiamato anche: Sega Saturn Net Link) è stata una periferica della console Sega Saturn per fornire agli utenti la possibilità di collegarsi ad internet e accedere alla propria posta elettronica attraverso la console. 
L'hardware di espansione è stato rilasciato il 31 ottobre del 1996, e consisteva in un modem da 28,8 kbit/s che si adattano alla porta della cartuccia Sega Saturn e venne confezionato con un browser sviluppato da Planetweb, l'unità venne venduta negli Stati Uniti d'America a 199 dollari (400 nella versione comprensiva di Sega Saturn).
In Giappone, i giocatori che erano in possesso del Saturn con NetLink, per un breve lasso di tempo (dal 1996 al 2000) ebbero la possibilità di connettersi al server di SegaNet, che in seguito viene poi messo offline e convertito per l'utilizzo per il Dreamcast.

## Successore
Il servizio SegaNet è stato lanciato nel 2000 per la nuova console SEGA, il Dreamcast, portando lo stesso nome in Giappone, successivamente gli utenti che possedevano la precedente console non poterono più usufruire del servizio.
La controparte europea è stato chiamato Dreamarena.

## Net Link Zone
A causa della dismissione del Saturn e alla comparsa del Dreamcast, Il server del Net Link (Net Link Zone) collegato tramite Internet Relay Chat irc.sega.com è stato cambiato in server irc0.dreamcast.com.

## Giochi compatibili con NetLink
- Daytona USA: CCE Netlink Edition
- Duke Nukem 3D
- Saturn Bomberman
- Sega Rally Championship Pro
- Virtual On: Cyber Troopers NetLink Edition